# Журавенский договор
Журавенский договор — мирный договор, заключённый 17 октября 1676 года между Речью Посполитой и Османской империей в городе Журавно (ныне Львовская область). Он завершил Польско-турецкую войну 1672—1676.

## Условия
Договор был подписан представителями короля Яна III Собеского с турецким командующим Ибрагим-пашой. Он несколько смягчал условия предыдущего, Бучачского мира 1672 года, отменив требование выплаты Речью Посполитой ежегодной дани (хараджа) Османской империи. Польша уступала османам Подолию. Правобережная Украина за исключением Белоцерковского и Паволочского округов переходила под власть турецкого вассала — гетмана Петра Дорошенко, превращаясь, таким образом, в османский протекторат. 

## Последствия
Со стороны Речи Посполитой подписание этого договора было вынужденным, так как Яну Собескому несколько лет не удавалось собрать достаточных войск для противодействия туркам. Магнаты отказывались вести войну, если не чувствовали непосредственной угрозы своим владениям, средств же для найма войск у короля не было. Несмотря на отдельные успехи (порой значительные) в борьбе с турками, война велась в основном на польской территории, вследствие чего южные области были сильно опустошены. Кроме этого, король хотел развязать себе руки для действий на Балтике, где в союзе с Францией и Швецией намеревался отобрать у Бранденбурга Восточную Пруссию. 
В Москве заключение Журавенского мира расценили как нарушение Польшей своих обязательств (Россия и Речь Посполитая с 1673 вели переговоры о военном союзе). Дипломатические представители двух стран были отозваны из обеих столиц. Впрочем, с 1677 переговоры об антитурецком союзе возобновились. 

## Переговоры в 1677—1678
Польский сейм отказался утвердить Журавенский мир. Ян Собеский рассчитывал, что в условиях разгоревшейся русско-турецкой войны османы пойдут на уступки, чтобы усилить Польшу в противовес России. В мае 1677 в Стамбул было отправлено посольство Яна Гнинского, имевшее целью добиться возвращения части украинских земель. Кроме этого, поляки надеялись, что Турция поможет им вернуть земли, утраченные в результате Русско-польской войны 1654—1667, и возможно, надеялись на помощь Порты в будущей войне с Бранденбургом.
Переговоры продолжались с сентября 1677 по май 1678. Никаких уступок на Украине или обещания оказать давление на Россию поляки не добились. Стамбульский мирный договор подтвердил Журавенское соглашение. Османы пошли только на одну уступку: обещали помощь, да и то не своими, а татарскими войсками, и то лишь в случае нападения на Речь Посполитую со стороны другой державы. Зато взамен в договор был включен пункт, обязывавший поляков не оказывать помощи врагам султана в случае их нападения не только на империю, но и на Трансильванию. Таким образом турки стремились обезопасить себя со стороны Польши ввиду предстоящей войны с австрийцами.

## Смена курса
Сейм отказался ратифицировать Стамбульский договор, а Ян Собеский начал менять внешнеполитический курс, вернувшись к идее антитурецкой борьбы и поиска союзников. На сейме в Гродно 28 февраля 1679 от имени короля был предложен план коалиции с участием Речи Посполитой, России и Австрии. Русские охотно вступили в переговоры, но те вскоре опять зашли в тупик из-за непомерных требований польской стороны. В 1681 был подписан Бахчисарайский мир, закончивший войну 1672—1681 годов, и непосредственная надобность в союзе отпала. Переговоры завершились только в ходе следующей турецкой войны подписанием в 1686 «Вечного мира». 